# 筑後草野駅
筑後草野駅（ちくごくさのえき）は、福岡県久留米市草野町紅桃林（ことばやし）にある、九州旅客鉄道（JR九州）久大本線の駅である。

## 歴史

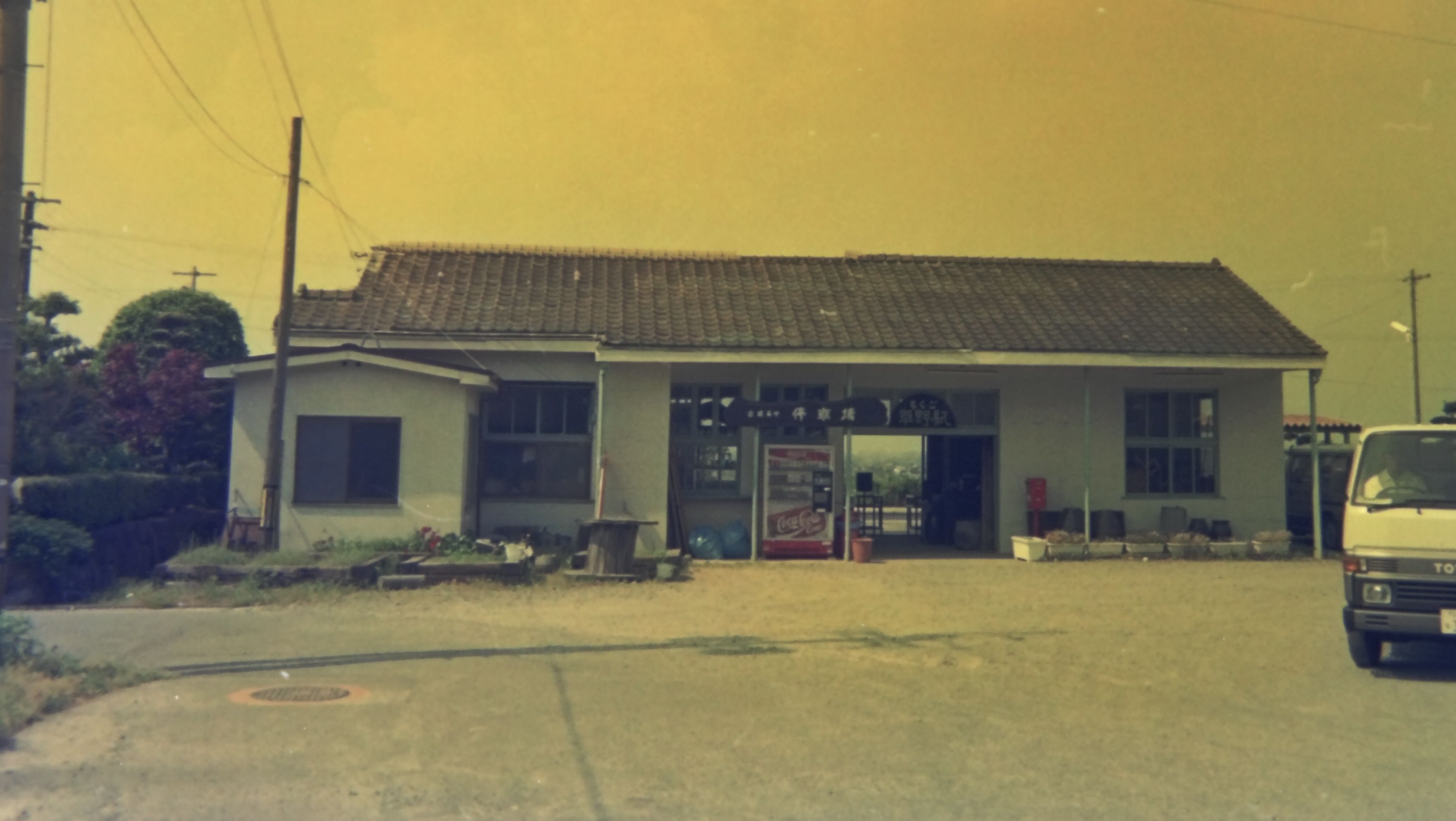
1993年の駅舎（翌年焼失）

- 1928年（昭和3年）12月24日：鉄道省（国有鉄道）の駅として開業[2][3]。常磐線と福知山線に存在する「草野駅」と混同することから、「筑後」を加えて「筑後草野」と名付けられた。
- 1945年（昭和20年）：駅舎がシロアリの被害に遭ったため改築[4]。
- 1963年（昭和38年）2月1日：貨物取扱廃止[3]。
- 1971年（昭和46年）2月20日：荷物扱い廃止[5]。駅員無配置駅となる[6]。
- 1972年（昭和47年）5月：駅舎および土地が草野町商工振興会に払い下げされる[7]。
- 1987年（昭和62年）4月1日：国鉄分割民営化により九州旅客鉄道が継承[2][3]。
- 1989年（平成元年）4月1日：無人駅となる[8]。
- 1992年（平成4年）
  - 6月：駅舎内に古道具店が開業[7]。
  - 7月15日：行き違い設備復活[9]（旧ホーム利用）。
- 1994年（平成6年）6月7日：午前2時10分頃、不審火により駅舎全焼[7][8]。
- 1996年（平成8年）11月上旬：駅舎再建[10]。

## 駅構造
相対式ホーム2面2線を有する地上駅、上下線ともに乗り越し分岐器により安全側線が分岐している。以前は棒線駅であったが、1992年（平成4年）に久大本線で特急運行を開始する際の高速化工事により2面2線化された。
1971年（昭和46年）に駅員無配置駅となったが、1972年（昭和47年）5月に駅舎および土地が草野地区商工振興会に払い下げられた後に、宿直室に1名が住み込み、切符の販売と駅の清掃を行っていた。小荷物取り扱いは、西久大運送の久留米支店員が10時から12時まで詰めて行っていた。
旧駅舎は1994年（平成6年）に火災で焼失したため、1996年（平成8年）に現在の駅舎が久留米市の負担で建築された。しかし、このことが地方財政再建促進特別措置法第24条に抵触するおそれがあったため、落成後しばらくの間は「筑後草野駅」の看板・表記をすることができなかった。草野観光会館を兼ねており、かつては古道具屋が駅舎内で営業をしていたが、空き部屋となっており、駅員も常駐しない無人駅である。待合ベンチと時刻表、便所以外の設備は一切無い。また、本駅から乗車する際は車内で整理券を受け取り、降車時に運賃を支払うか、駅窓口で精算する必要がある。

### のりば
| のりば | 路線      | 方向 | 行先       |
| ------ | --------- | ---- | ---------- |
| 1      | ■久大本線 | 上り | 久留米方面 |
| 2      | ■久大本線 | 下り | 日田方面   |

## 利用状況
2016年度の1日平均乗車人員は120人である。

## 駅周辺
駅前には駐車場を兼ねた広場がある。駅前の道路を直進するとT字路があり、そこで県道151号（通称：草野並）と交差する。国道210号線を走っていると「筑後草野駅」の所在を示す標識があるが、国道からかなり外れた場所に位置することと、丁字路に出てきたところで駅の所在を示す標識がないため、どこに所在しているのか分かりにくい。「筑後草野駅」の標識が立っている交差点を左折し、道を上っていくと県道151号線の『矢作』という場所に出てくるので、丁字路を左折して道をまっすぐ進んでいくと駅に到着する。
草野並沿いは「草野・紅桃林地区の伝統的町並み」として保存されており、民家が立ち並ぶ中に古民家が保存されている。
- 西鉄バス久留米「草野駅前」バス停 - 県道151号線上。
  - 25,25-1：JR久留米駅・西鉄久留米 - 千本杉 - 草野駅前 - 善院・田主丸中央・上原
- 耳納連山登山口
- 久留米市立草野歴史資料館（旧草野銀行本店、国登録有形文化財）
- 山辺道文化館（旧中野病院診療等及び倉庫、国登録有形文化財）
- 船田工業久留米営業所

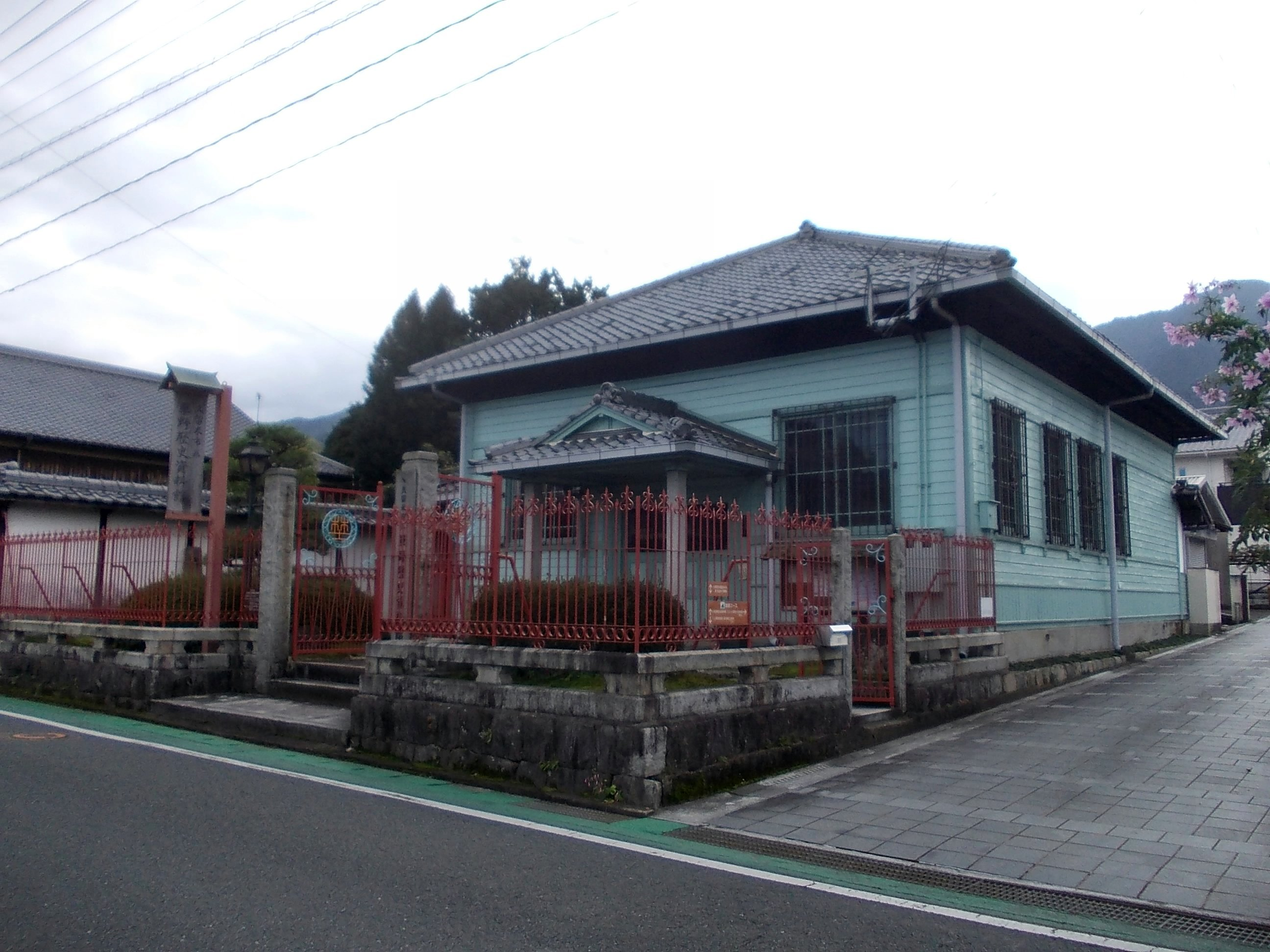
久留米市立草野歴史資料館
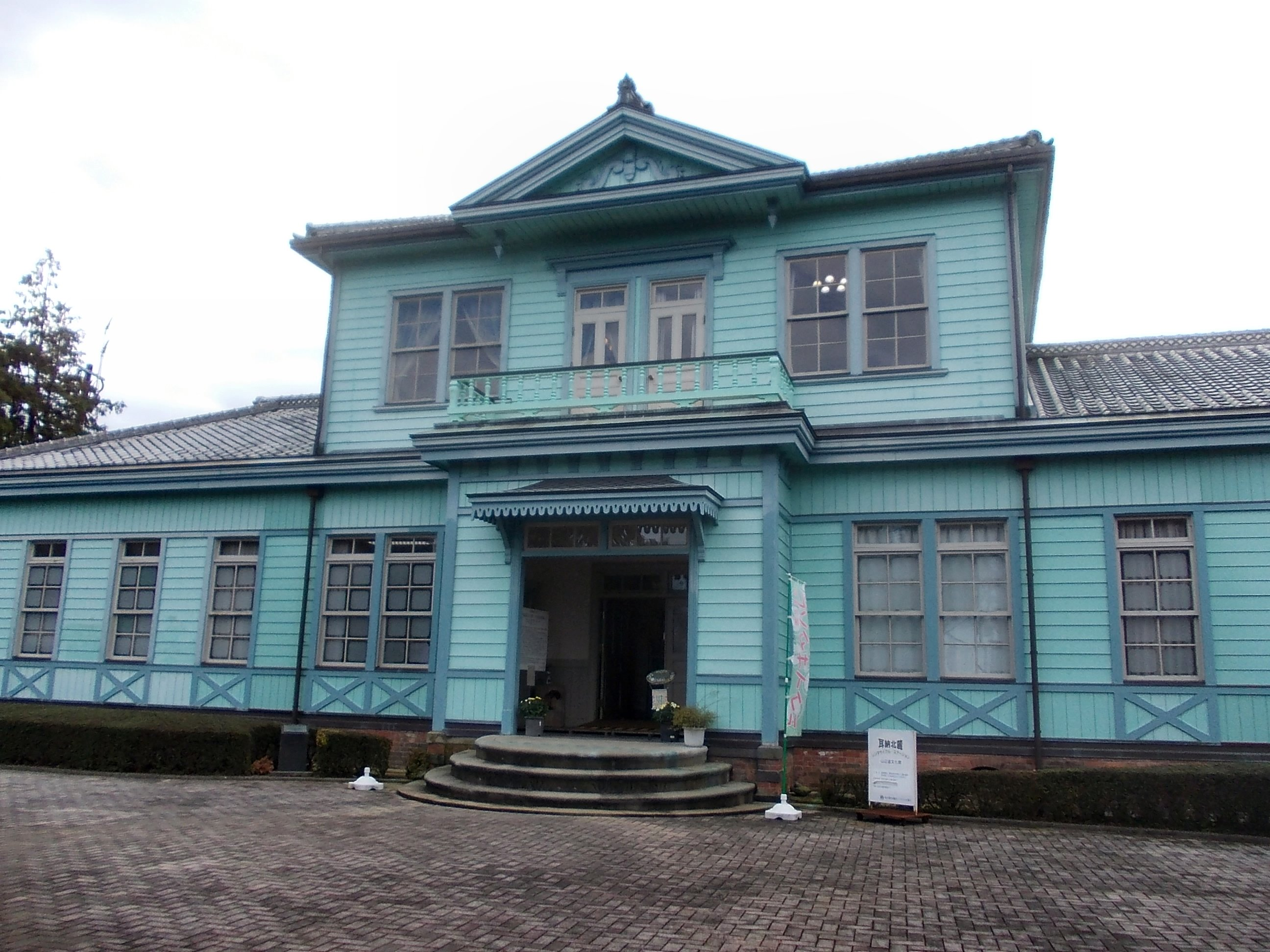
山辺道文化館

## 隣の駅
九州旅客鉄道（JR九州）
■久大本線
善導寺駅 - 筑後草野駅 - 田主丸駅